# تاريخ بيلاروس

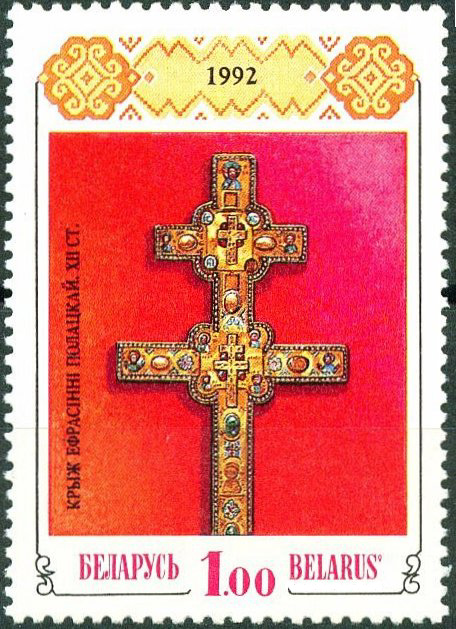
طابع يحمل صليب القديس يوفراسين من عام 1992

أستقرت القبائل السلافية الأولى في المنطقة التي هي الآن روسيا البيضاء في القرن السادس. كانوا على احتكاك متزايد مع الفارنجيين، وهم مجموعة من المحاربين الإسكندنافيين والسلاف من البلطيق. على الرغم من هزيمة الفارنجيين ونفيهم لفترة وجيزة من قبل السكان المحليين، طلب منهم في وقت لاحق العودة، وساهموا في تشكيل كيان سياسي، يشار إليه باسم روس كييف. بدأت دولة روس كييف في نحو 862م حول مدينة كييف، أو بدلا من ذلك حول مدينة نوفوغورد الحالية.
في 2 فبراير 1386، اتحدت دوقية ليتوانيا ومملكة بولندا في اتحاد شخصي من خلال زواج حاكميهما. أطلق هذا الاتحاد تطورات أدت في النهاية إلى تشكيل الكومنويلث البولندي اللتواني الذي أنشئ عام 1569. بدأ الروس بقيادة القيصر إيفان الثالث حملات عسكرية في 1486 في محاولة للسيطرة على أراضي روس كييف، وتحديدًا الأراضي الواقعة حاليًا في أوكرانيا وبلاروسيا.
أنتهت الوحدة بين بولندا وليتوانيا في عام 1795 بتقسيم بولندا بين الإمبراطورية الروسية وبروسيا والنمسا. خضعت أراضي بلاروسيا الحالية في ذاك الوقت للسيطرة الروسية تحت حكم كاثرين الثانية،  وبقيت كذلك حتى احتلالها من قبل الإمبراطورية الألمانية خلال الحرب العالمية الأولى.
خلال المفاوضات على معاهدة بريست ليتوفسك، أعلنت بيلاروسيا الاستقلال في 25 مارس 1918، مشكلة جمهورية بلاروسيا الشعبية. أيد الألمان هذه الجمهورية لمدة عشرة أشهر حينما غزاها البلاشفة الروس. تم تقسيم أراضي بيلوروسيا بين بولندا والسوفييت بعد الحرب البولندية السوفيتية التي انتهت في عام 1921، أصبحت جمهورية بيلوروسيا الاشتراكية السوفياتية عضوًا مؤسسًا لاتحاد الجمهوريات الاشتراكية السوفياتية في عام 1922. بينما بقيت بيلاروسيا الغربية تحت سيطرة بولندا.
قامت ألمانيا النازية بغزو الاتحاد السوفياتي في عام 1941، حيث تلقى حصن بريست في بيلاروسيا الغربية واحدة من أشرس ضربات الحروب الافتتاحية، حيث كان دفاعها الملحوظ في عام 1941 من الأعمال البطولية في التصدي للعدوان الألماني. بقيت في الأيدي النازية حتى عام 1944. خلال ذلك الوقت، دمرت ألمانيا 209 من أصل 290 مدينة في الجمهورية، 85% من صناعة الجمهورية، وأكثر من مليون مبنى. قدر عدد الضحايا بين اثنين وثلاثة ملايين (حوالي ربع إلى ثلث مجموع السكان)، بينما دمر المجتمع اليهودي في بلاروسيا ولم يتعافى أبداً. لم تستعد بلاروسيا تعدادها السكاني إلى مرحلة ما قبل الحرب حتى عام 1971. نفذ جوزيف ستالين سياسة السفيتة لعزل جمهورية بيلوروسيا الاشتراكية السوفياتية عن التأثيرات الغربية. تعرضت جمهورية بيلوروسيا الاشتراكية السوفياتية بشكل كبير للغبار النووي جراء الانفجار في محطة تشيرنوبل للطاقة في جارتها جمهورية أوكرانيا السوفيتية الاشتراكية في عام 1986.
أعتمد دستور وطني في مارس 1994، حيث منحت مهام رئيس الوزراء للرئيس. جولتا الاقتراع الرئاسيتان بين 24 يونيو و10 يوليو 1994  أسفرتا عن انتخاب ألكسندر لوكاشينكو غير المعروف سياسيًا بأكثر من 45% من الأصوات في الجولة الأولى و80% في الجولة الثانية، متغلباً بذلك على فياتشيسلاف كيبيتش الذي حصل على 14%. أعيد انتخاب لوكاشينكو في أعوام 2001 و2006 و2010.

## بدايات تاريخها
يبدأ تاريخ بيلاروسيا، أو بشكل أدق الاثنية البيلاروسية، مع هجرة الشعوب السلافية وانتشارها عبر أوروبا الشرقية بين القرنين السادس والثامن. استقر السلاف الشرقيون على الأراضي الحالية لبيلاروسيا وروسيا وأوكرانيا، متجنسين مع البلطيق المحليين (الياتفياغيين، بلطيق الدنيبر) والفنلنديين (في روسيا) وبدو السهوب في أوكرانيا المستقرين هناك بالأساس، ساهم تماهيهم الإثني المبكر في التمايز التدريجي بين الأمم السلافية الشرقية الثلاث. كان لدى هؤلاء السلاف الشرقيين، باختلاف ممارساتهم بين الوثنية والإحيائية والمجتمع الزراعي، اقتصاد يشمل تجارة المنتجات الزراعية والطرائد والفراء والعسل وشمع العسل والعنبر.
لربما تكونت الاثنيات البيلاروسية الحديثة على أساس القبائل السلافية الثلاث – الكريفيتشيين والدريوفيين والراديميتشيين، بالإضافة إلى العديد من قبائل البلطيق.
خلال القرنين التاسع والعاشر، أنشأ الفايكنغ الاسكندنافيون مراكز تجارية على الطريق الواصل بين الدول الاسكندنافية والإمبراطورية البيزنطية. قدمت شبكة البحيرات والأنهار التي تعبر أراضي السلاف الشرقيين طريقًا تجاريًا مربحًا بين الحضارتين. في سياق التجارة، تولوا زمام السيطرة على قبائل السلاف الشرقيين تدريجيًا، بقدر ما اقتضته التنمية التجارية.
غزا حكام الروس الإمبراطورية البيزنطية بضع مرات، لكنهم شكلوا تحالفًا معهم في النهاية ضد البلغار. كان الشرط الأساسي لهذا التحالف فتح البلاد للتنصير والتطبيع الثقافي مع الإمبراطورية البيزنطية.
شجع الرابط الثقافي المشترك للمسيحية الأرثوذكسية الشرقية والسلافونية الكنسية المكتوبة (لغة سلافية أدبية وشعائرية استُنبطت في القرن الثامن من قِبل المبشرين القديسين سيريل وميثوديوس) ظهور كيان جيوسياسي جديد، وهو كييف روس – شبكة فضفاضة من الإمارات متعددة الاثنيات، تأسست على طول طرق التجارة الموجودة قبلًا، مع مراكز رئيسية في نوفغورد (روسيا حاليًا) وبولاتسك (في بيلاروسيا) وكييف (في أوكرانيا حاليًا) – الذي زعم في بعض الأحيان تفوقًا هشًا بينهم.

### الدول البيلاروسية الأولى
بين القرنين التاسع والثاني عشر، برزت إمارة بولوتسك (شمال بيلاروسيا) كمركز مهيمن للسلطة على الأراضي البيلاروسية، على حين كانت إمارة توروف في الجنوب أقل قوة.
بسطت إمارة بولوتسك سيادتها مرارًا وتكرارًا مقارنة بالمراكز الروسية الأخرى، وأصبحت عاصمة سياسية وكرسي الأسقفية والرقيب على الأراضي المُقطعة وسط البلطيقيين في الغرب. لا تزال كاتدرائية الحكمة المقدسة (1044 – 1066) في المدينة، على الرغم من إعادة بنائها بالكامل على مر السنين، رمزًا لاستقلالية التفكير، تنافس الكنائس التي تحمل الاسم نفسه في نوفغورود وكييف، وتحاكي آيا صوفيا الأصلية في القسطنطينية (وبالتالي تحاكي ادعاءات الهيبة والسلطة والسيادة الإمبراطورية). تشمل الإنجازات الثقافية في فترة بولاتسك عمل الراهبة يوفروسين من بولاتسك (1120 – 1173)، التي شيدت الأديرة ونسخت الكتب وروجت لمحو الأمية ورعت الفن (بما في ذلك «صليب يوفروسين» للحرفي المحلي لازاروس بوشا، وهو رمز وطني وكنزٌ سُرق خلال الحرب العالمية الثانية) والعظات والكتابات الكنسية السلافية الأصلية الوافرة للمطران سيريل من تورو (1130 – 1182).

### دوقية ليتوانيا الكبرى
في القرن الثالث عشر، تفككت الوحدة الهشة لكييف روس بسبب الغارات التي شنها البدو من آسيا، وبلغت ذروتها مع نهب المغول لكييف (1240)، مما ترك فراغًا جيوسياسيًا في المنطقة. انقسم السلاف الشرقيون إلى عدد من الإمارات المستقلة والمتنافسة. بسبب الغزو العسكري وزيجات السلالات الحاكمة، حازت دوقية ليتوانيا الكبرى المتوسعة على الإمارات الروثينية الغربية (البيلاروسية)، بدءًا من عهد الملك الليتواني ميندوغاس (1240 – 1263). تشير العديد من السجلات إلى أن ميندوغاس توج في نوفوغرودوك. من القرن الثالث عشر إلى القرن الخامس عشر، انضمت الإمارات إلى دوقية ليتوانيا الكبرى، ولم تكن عاصمتها معروفة في البداية، لكن من المحتمل أنها فوروتا. منذ القرن الرابع عشر، كانت فيلنيوس العاصمة الرسمية الوحيدة للدولة.
أعطت الأعداد الصغيرة لليتوانيين في هذه الدولة التي تعود إلى العصور الوسطى دورًا مهمًا للروثينيين (البيلاروسيين والأوكرانيين حاليًا) في الحياة الثقافية اليومية للدولة. كانت اللغة الروثينية لغة عامية مستخدمة على نطاق واسع نظرًا لانتشار السلاف الشرقيين والديانة الأرثوذكسية الشرقية بين سكان المناطق الشرقية والجنوبية من الدولة.
كانت اللغة السلافية الشرقية بمجموعاتها المتنوعة (روسكا موفا أو البيلاروسية القديمة أو لغة مستشارية روسيا الغربية)، والمتأثرة تدريجيًا بالبولندية، لغة الحكومة في دوقية ليتوانيا الكبرى منذ ما لا يقل عن عهد فيتاوتاس حتى أواخر القرن السابع عشر وذلك حين حلت اللغة البولندية محلها.
شهدت هذه الفترة من الانهيار السياسي وإعادة التنظيم ظهور اللهجات المحلية العامية المكتوبة مكان اللغة الكنسية السلافية الأدبية والشعائرية، وهي مرحلة أخرى من التمايز التطوري بين اللغات البيلاروسية والروسية والأوكرانية.
اعتمد العديد من الملوك الليتوانيين – وآخرهم سفيدريغايلا في 1432– 1436 – على الغالبية الأرثوذكسية الشرقية الروثينية، في حين ازداد إقبال معظم الملوك والنبلاء على تجسيد أفكار الروم الكاثوليك.
في البداية، حُظر بناء الكنائس الأرثوذكسية في بعض أجزاء بيلاروسيا الحالية، كما كان الحال في فيتيبسك عام 1480. ومن ناحية أخرى، فإن التوحيد المتواصل بين الدوقية الكبرى، ومعظمها من الأرثوذكس، وبولندا الكاثوليكية في غالبها، قد أدى إلى التحرير وتسوية المشكلة الدينية بجزء منها. في عام 1511، منح الملك والدوق الأكبر زغمونت الأول العجوز رجال الدين الأرثوذكس استقلالية لم يكن يتمتع بها في السابق سوى رجال الدين الكاثوليك. عُزز هذا الامتياز في عام 1531، عندما أُخلت الكنيسة الأرثوذكسية مسؤوليتها أمام الأسقف الكاثوليكي فأصبح المطران مسؤولًا فقط أمام السينودوس بأساقفته الأرثوذكس الثمانية وأمام الدوق الأكبر وبطريرك القسطنطينية. بسط هذا الامتياز أيضًا السلطة الكنسية الأرثوذكسية على جميع رعيتها.
في ظل ذلك، ازدهرت الثقافة الروثينية النابضة بالحياة، خاصة في المدن البيلاروسية الرئيسية الحالية. لم يكن هناك وجود للأدب في معظمه، باستثناء عدة سجلات، على الرغم من استخدام اللغة الروثينية القديمة (سلف كل من اللغتين البيلاروسية والأوكرانية الحديثتين) قانونيًا، فقد استُخدمت كلغة مستشارية في إقليم دوقية ليتوانيا الكبرى. نُشر أول كتاب بيلاروسي مطبوع بأول آلة طباعة بالأبجدية السيريلية في براغ عام 1517، على يد فرانسيسك سكارينا، الممثل الرائد لعصر النهضة الثقافية البيلاروسية. بعد ذلك بوقت قصير أسس مطبعة مماثلة في بولاتسك وبدأ مهمة مكثفة لنشر الكتاب المقدس والأعمال الدينية الأخرى هناك. إلى جانب الكتاب المقدس نفسه، نشر قبل وفاته عام 1551، 22 كتابًا آخرًا، وبذلك وضع الأسس اللازمة لتطور اللغة الروثينية إلى اللغة البيلاروسية الحديثة.

## تطور منيسك كمركز سياسي وثوري
في عام 1898، أصبحت منسك مقرًا للحركات الماركسية والثورية، مما منحها دورًا سياسيًا مبكرًا داخل الإمبراطورية الروسية. بعد الثورة البلشفية، سيطر السوفييت على المدينة، وفي 1919 أُعلنت عاصمة للجمهورية الاشتراكية السوفيتية البيلاروسية. هذه الخطوة رسخت مكانتها كمركز إداري رئيسي، وساهمت في تنميتها في التعليم والصناعة والخدمات.

## الحرب العالمية الثانية وآثارها
خلال الاحتلال النازي في الحرب العالمية الثانية، تعرضت منسك إلى دمار واسع النطاق، وتمّت إبادة جزء كبير من سكانها اليهود ضمن المحرقة. انتهى الاحتلال عام 1944 بعد تحريرها من قبل الجيش السوفيتي، ثم بدأت الدولة في إعادة الإعمار وتحويل المدينة إلى مركز صناعي رئيسي في الحقبة السوفيتية، مع إنشاء مصانع وبنية تحتية واسعة.

## الاستقلال والحفاظ على القومية
في 25 أغسطس 1991، أعلنت بيلاروسيا استقلالها عن الاتحاد السوفيتي، واحتفظت منسك بدورها كعاصمة وطنية. بعد الاستقلال، تطورت المدينة إداريًا واقتصاديًا، وبقيت مقرًا للسلطات السياسية والدبلوماسية. على الرغم من بعض الانفتاح الاقتصادي، بقيت الدولة محتفظة بجزء كبير من سيطرتها على مفاصل الاقتصاد والمجتمع.